# Charanyca oculata
Charanyca oculata là một loài bướm đêm trong họ Noctuidae.